# Wiktor Andrejewitsch Krawtschenko (Admiral)
Wiktor Andrejewitsch Krawtschenko (russisch Виктор Андреевич Кравченко; * 5. Dezember 1943 in Bogdanowitsch) ist ein russischer Admiral sowie ehemaliger Kommandeur der russischen Schwarzmeerflotte und Chef des Hauptstabes der Russischen Marine.

## Leben
Krawtschenko arbeitete nach Abschluss der Schule in einer Fabrik und trat daraufhin in die Offiziershochschule der Sowjetischen Marine M.W. Frunse ein, die er 1968 absolvierte. Anschließend diente er in der Schwarzmeerflotte als Gefechtsabschnittskommandeur, Erster Offizier und Kommandeur eines U-Boots. 1974 schloss er Speziallehrgänge für Offiziere ab und wurde als Stabschef und Kommandeur einer U-Bootdivision eingesetzt. 1978 absolvierte er die Seekriegsakademie, 1990 die Militärakademie des Generalstabes und wurde 1. Stellvertreter des Stabschefs der Schwarzmeerflotte. Ab 1991 diente er als 1. Stellvertreter des Kommandeurs der Baltischen Flotte und wurde von 1996 bis 1998 zum Kommandeur der Schwarzmeerflotte ernannt. Von 1998 bis 2005 nahm er den Posten des Chefs des Hauptstabes und 1. Stellvertreters des Oberkommandierenden der Russischen Marine ein. Auf Befehl des Verteidigungsministers der Russischen Föderation wurde Krawtschenko im Februar 2005, nach Erreichen der Diensthöchstdauer, in den Ruhestand versetzt.
Krawtschenko ist seit 2006 Präsident des Fonds Moskau-Sewastopol, der zur sozialen Unterstützung der Landesflotten gegründet wurde. Er ist verheiratet und hat eine Tochter.

## Auszeichnungen
- Orden „Für militärische Verdienste“
- Orden „Für den Dienst am Vaterland in den Streitkräften der UdSSR“ 3. Klasse
- Staatspreis der Russischen Föderation
- Verdienstorden für das Vaterland
- weitere Medaillen